# 简远信
简远信（11月19日—），出生於台灣台中市，是電視劇金牌编剧、制片人和演員。早期製作台灣本土電視劇，現轉拍中國大陸電視劇集為主，劇集以情感類和神話類為主。他所制作的電視劇收視率有保證，近期較出名的事件是把自己所制作的《新洛神》與港版《洛神》比較。他多與華策影視和千乘影视合作，自成立上海远信影视。

## 電視劇作品
| 年份   | 中文名称            | 職務               | 合作演员                                     | 备注                             |
| 1991年 | 金交椅              | 编剧               | 杨贵媚、李如麟等                             | 华视播出                         |
| 1995年 | 濟公 (1995年電視劇) | 编剧               | 周明增、陈文山、郑志伟等                     | 台视播出                         |
| 1998年 | 真命天子            | 编剧、制作人       | 王耿豪、陳怡真、李鑼、陳文山、潘麗麗、蘇炳憲 | 君有傳播制作 民視播出            |
| 2000年 | 长男的媳妇          | 编剧、制作人       | 陳美鳳、霍正奇、倪齊民等                     | 民視播出                         |
| 2000年 | 封神榜              | 編劇、製作人       | 王道揚、陳怡真等                             | 中視播出                         |
| 2001年 | 怪侠欧阳德          | 编剧、制作人       | 鄭志偉、林佑星、陳怡真                       | 有信傳播制作                     |
| 2002年 | 不了情              | 编剧、制作人       | 陳美鳳、王识贤、叶欢、倪齊民等               | 民視播出                         |
| 2004年 | 真爱无悔            | 编剧、制作人       | 王耿豪、陈亚兰、江宏恩、陈仙梅、马幼兴等     |                                  |
| 2006年 | 真爱之百万新娘      | 编剧、制作人       | 倪齐民、袁咏仪、张亮、李佳璘 等              |                                  |
| 2006年 | 八仙傳奇            | 编剧、制作人       | 王耿豪、陳怡真、陳文山、鄭志偉               | 1998年拍攝                       |
| 2006年 | 再生緣              | 编剧、制作人       | 陈美凤、倪齐民、叶欢、施易男                 |                                  |
| 2007年 | 情锁                | 编剧、制作人       | 王美雪、李沁霖、唐群、陈冠霖 等              |                                  |
| 2008年 | 真爱诺言            | 编剧、制作人       | 王美雪、李进荣、许榕真、王伟华、傅晶 等      |                                  |
| 2009年 | 天伦劫              | 编剧、制作人       | 吕丽萍、李易祥 等                            |                                  |
| 2010年 | 活佛济公            | 编剧、制作人       | 陈浩民、林子聪、陈紫函 等                    |                                  |
| 2011年 | 回家的诱惑          | 编剧、制作人       | 秋瓷炫、凌潇肃、李彩华、迟帅 等              |                                  |
| 2011年 | 怪侠欧阳德          | 编剧、制作人       | 小沈阳、李晟、赵本山、林江国、孙耀琦 等      |                                  |
| 2011年 | 活佛济公2           | 编剧、制作人       | 陈浩民、林子聪、叶祖新、林江国 等            |                                  |
| 2012年 | 薛平贵与王宝钏      | 编剧、制作人       | 陈浩民、宣萱、馨子 等                        | 華策影視                         |
| 2012年 | 活佛济公3           | 编剧、制作人、演员 | 陈浩民、林子聪、叶祖新、林江国 等            |                                  |
| 2013年 | 百万新娘之爱无悔    | 编剧、制作人       | 李宗翰、张咏棋、张宝雯、张明明 等            | 華策影視                         |
| 2013年 | 新洛神              | 编剧、制作人       | 李依晓、杨洋、张迪、李进荣 等                | 華策影視                         |
| 2014年 | 封神英雄榜          | 编剧、制作人、演员 | 陈键锋、张馨予、张迪、姜鸿 等                | 華策影視                         |
| 2014年 | 剑侠(八仙前传)      | 编剧、制作人       | 李宗翰、海陆、吴俊余、张明明 等              | 千乘影视制作                     |
| 2015年 | 封神英雄            | 编剧、制作人、演员 | 陈键锋、李依晓、张迪、张明明 等              | 又名《封神英雄榜2》 華策影視製作 |
| 2015年 | 家和万事兴          | 编剧、制作人       | 李依晓、海陆、李进荣、张迪 等                | 華策影視製作                     |
| 2016年 | 真命天子            | 编剧、制作人       | 张倬闻、邬靖靖、海陆、李进荣 等              | 千乘影视制作                     |
| 2016年 | 忍冬艳蔷薇          | 编剧、制作人       | 张倬闻、赵韩樱子、宗峰岩、刘雨欣 等          | 華策影視                         |
| 2017年 | 降龙伏虎小济公      | 编剧、制作人、演员 | 张倬闻、书亚信、邬靖靖                       | 搜狐视频                         |
| 2018年 | 我们的千阙歌        | 编剧、制作人       | 陈键锋、贾青、张倬闻、邬靖靖 等              | 汉鼎宇佑影视传媒製作             |

## 歌仔戏作品
電視歌仔戲

| 中文名称           |                       | 合作演员                  | 备注 |
| ------------------ | --------------------- | ------------------------- | ---- |
| 金鵰玉芙蓉         | 编剧、（华视播出）    | 叶青、连明月等            |      |
| 铁胆英豪           | 编剧 （华视播出）     | 李如麟、孫翠鳳、唐美云 等 |      |
| 罗通扫北           | 编剧 （中视播出）     | 黄香莲、许秀年、唐美云 等 |      |
| 吳漢殺妻           | 製作编剧 （公视播出） | 唐美雲、潘麗麗等          |      |
| 斷機教子           | 製作编剧 （公视播出） | 唐美雲、石惠君            |      |
| 洛神               | 编剧 （台视播出）     | 杨丽花、冯宝宝、李如麟 等 |      |
| 七品巧县官         | 编剧 （台视播出）     | 杨丽花、許秀年、陈亚兰 等 |      |
| 红尘奇英           | 编剧 （台视播出）     | 李如麟、陈亚兰、小鳳仙 等 |      |
| 忠孝節義~ 萬古流芳 | 编剧 （台视播出）     | 杨丽花、陈亚兰、葉麗娜 等 |      |
| 忠孝節義~ 斷機教子 | 编剧 （台视播出）     | 陳亞蘭、陳怡真、林佩儀 等 |      |

舞台歌仔戏

| 中文名称       |                     | 合作演员                  | 备注 |
| -------------- | ------------------- | ------------------------- | ---- |
| 双枪陆文龙     | 编剧 （国家戏剧院） | 杨丽花、许秀年、陈亚兰 等 |      |
| 梁山伯与祝英台 | 编剧 （国家戏剧院） | 杨丽花、许秀年、陈亚兰 等 |      |

## 上海远信影视

### 旗下演員
张迪、张明明、张咏棋、李进荣、张倬闻、陈怡真、李依晓 等